# Peter Knäbel
Peter Knäbel (Witten, 2 oktober 1966) is een Duits voormalig voetballer en huidig technisch directeur van Hamburger SV in de Bundesliga.

## Spelerscarrière
Knäbel startte zijn spelersloopbaan bij het tweede elftal van VfL Bochum in 1984. Na 1985 speelde hij ook meerdere wedstrijden voor het eerste team van Bochum. Hij scoorde hierin vijfmaal. In 1988 vertrok hij naar FC St. Pauli. Hier speelde hij 131 wedstrijden, het meeste uit zijn carrière. Na vijf jaar verhuisde Knäbel naar 1. FC Saarbrücken. Na een seizoen werd hij gecontracteerd door TSV 1860 München in 1994. Na een minder succesvolle periode werd hij verhuurd aan het Zwitserse FC St. Gallen in 1995. Na zijn verhuurperiode verliet hij 1860 München en vertrok hij naar 1. FC Nürnberg. Hier speelde hij in drie seizoenen 65 wedstrijden. Aan het eind van zijn carrière kwam hij nog uit voor FC Winterthur in Zwitserland.

## Trainerscarrière
Knäbel was van 1998 tot 2000 speler-coach bij FC Winterthur in Zwitserland. Op 22 maart 2015 volgde hij de ontslagen Josef Zinnbauer op bij Hamburger SV in de Duitse Bundesliga als interim-manager. Echter werd hij op 15 april 2015 uit deze functie geheven toen Bruno Labbadia aangesteld werd als hoofdcoach. Knäbel is bij HSV tevens technisch directeur.